# 皮埃尔·苏拉热
皮埃尔·让·路易·热尔曼·苏拉热（法語：[sulaʒ] ; 1919年12月24日—2022年10月25日）是名位法国画家、版画家和雕塑家。2014年，法国总统弗朗索瓦·奥朗德称他为“世界上最伟大的在世艺术家”。他的作品已被世界各地的博物馆收藏，在他的家乡罗德兹有一家专门展示他的艺术作品的博物馆。
苏拉热因为痴迷黑色而被称为“黑色画家”，他将光视为一种工作材料，其画作的黑色表面条纹总是会给自己留以表达空间，让黑色得以脱离黑暗而变得明亮，从而成为一种明亮的颜色 。
1987年至1994年间，苏拉热为孔克圣斐德斯教堂中的一个罗曼式建筑制作了104扇彩色玻璃窗。皮埃尔获得过多个国际奖项，巴黎卢浮宫在他百岁之时举办了他的作品回顾展览。

## 早年生活与家庭
苏拉热于1919年12月24日出生于阿韦龙省罗德兹 。父亲阿曼斯是一名马车制造商，经营一家渔猎店，于皮埃尔五岁时去世。 。皮埃尔由姐姐安托瓦内特和母亲阿格拉·佐伊·朱莉抚养长大。小时候的皮埃尔对该地区的立石、当地博物馆的凯尔特人雕像以及孔克圣斐德斯教堂的罗曼式建筑感兴趣，总是身着黑色衣服，并因此而招致母亲的厌烦。

## 早期职业生涯
受保罗·塞尚和巴勃罗·毕加索艺术作品的启发，苏拉热开始在巴黎国立高等美术学院学习，但很快就因对传统风格感到失望而退学。
苏拉热在战时服完兵役后，进入蒙彼利埃美术学院进一步学习绘画，并在巴黎库尔布瓦开设了一间工作室，以“完全抽象”的方式进行绘画，以黑色为主要颜色，并尝试使用核桃油进行。他的第一次展览于1947年在獨立藝術家協會举办，其中他还担任舞台布景设计师。1954年，苏拉热在威尼斯双年展展出，同年又在纽约市展出，并获得美国人的认可。1949年，贝蒂·帕森斯画廊在纽约展出了他的作品。1950年，画商莱奥·卡斯特利在希德尼·賈尼斯为他举办了一场展览，1954年，他开始在萨缪尔·库茨展出。苏拉热的作品曾被两大欧洲艺术家画作展览收录，即所羅門·古根漢美術館举办的的《年轻欧洲画家》（1953年）和纽约现代艺术博物馆举办的的《新的十年：22位欧洲画家和雕塑家》（1955年）。1979年，苏拉热被美国艺术暨文学学会授予外国荣誉院士。

## 后期职业生涯
从1987年到1994年，在德国明斯特附近一家小工厂进行了大约700次测试后，苏拉热为孔克圣福伊修道院制作了104扇彩色玻璃窗。一位画廊老板在他的画作展览中对窗户进行了介绍：
他研究了如何让光线不穿过彩色玻璃，而是只被轻微分解，并在彩色玻璃中爆裂。因此，当你身处孔克并仔细观察光线穿过这些彩色玻璃板时，光线先照射到玻璃上，然后进入教堂，并在教堂内部和谐地迸裂开是，你会发现这些艺术作品的意义超出了宗教范畴。这就是他试图用其黑色绘画来实现的目的，你可以赋予它们的任何意义，但这些都以一种完全独立的方式反映出来。它让你站在空虚的面前，站在充实和空白的前面，站在力量和脆弱的前面。它有这种紧张感，欣赏这些作品可以帮助你更了解苏拉热。
1. ↑  Schofield, Hugh. . BBC. 24 June 2014  [24 June 2014]. （原始内容存档于24 June 2014）.
2. ↑  . www.christies.com.   [27 October 2019]. （原始内容存档于31 July 2019） （英语）.
3. 1 2 3  . france24.com. 26 October 2022  [27 October 2022]. （原始内容存档于2023-01-19） （英语）.
4. 1 2 3  Masters, Christopher. . The Guardian. 26 October 2022  [28 October 2022]. （原始内容存档于2023-06-05）.
5. ↑  . Le Monde. 26 October 2022  [26 October 2022]. （原始内容存档于2023-07-23） （法语）.
6. 1 2 3 4  Grimes, William. . The New York Times 172 (59589). 26 October 2022: B12  [29 October 2022]. ISSN 0362-4331. （原始内容存档于2023-08-18） （美国英语）.
7. 1 2 3 4 5  Noce, Vincent. . The Art Newspaper. 26 October 2022  [28 October 2022]. （原始内容存档于2023-08-18）.
8. 1 2  . Guggenheim Museum. 2022  [27 October 2022]. （原始内容存档于2023-06-10）.
9. ↑  Stremmler, Kerstin. . Neue Zürcher Zeitung. 26 October 2022  [31 October 2022] （德语）.
10. 1 2  Paik, Sherry. . ocula.com. 4 March 2019  [4 March 2019]. （原始内容存档于6 March 2019） （英语）.
11. ↑   (PDF). Lévy Gorvy.   [28 October 2022]. （原始内容存档 (PDF)于2022-10-29）.
12. ↑  . Soulages.   [7 December 2017]. （原始内容存档于8 December 2017）.

苏拉热是第一位受邀在圣彼得堡埃尔米塔日博物馆和莫斯科特列季亚科夫画廊举办展览的在世艺术家（于2001年受邀）。
2007年，蒙彼利埃法布尔博物馆为感谢苏拉热对该城市的捐赠，专门腾出一整个展览室用于展览他的作品，包括他于1951年至2006年间的20幅绘画作品、1960年代的主要作品、两幅1970年代的大型“加黑”作品以及几幅大型多联画，2009年10月至2010年3月，龐畢度中心举办了苏拉热作品回顾展，2010年，墨西哥城博物馆又举办了一场作品回顾展，这次展览中还播放了一段苏拉热的采访视频。
2014年，以他命名的苏拉热博物馆在他的家乡罗德兹开业，该博物馆将永久展示他的作品。苏拉热和他的妻子捐赠了900件作品，这些画作分别代表了他作品的各个阶段，是他从事绘画后前30年的作品的最完整展示。按照苏拉热的意愿，博物馆总会留下一些空间用于同时期其他艺术作品的展览。
2014年，苏拉热在纽约多米尼克·莱维和贝浩登画廊举办的十年来首次美国艺术作品展中展出了十四件近期作品。2019年9月，纽约厉为阁画廊举办了一场大型展览，以庆祝苏拉热的 100 岁生日，同年12月，卢浮宫博物馆举办了其作品回顾展。
2021年11月17日，他的《繪畫195x130公分，1961年8月4日》（《Peinture》195 x 130 cm，4 août 1961》）被以2020万美元的价格进行拍卖，创下了苏拉热作品的拍卖价格纪录。

## 创作手法
苏拉吉说自己的绘画手法并非利用黑色，而是由黑色反射的光。他将自己的创作手法称为“Outrenoir”（超越黑色），其画作以通过对颜料纹理反射的光线的利用而表现出无尽的黑色深度而闻名。苏拉热特地使用新术语“Outrenoir”来定义他的创作方式，这个词并非英文词汇，亦没有确切的英文翻译，在2014年的一次采访中，他解释了这个词的定义，Outrenoir在英语中并不存在，与此最接近的解释是“beyond black（超越黑色）”。 法语中的“outre-Manche”、“beyond the Channel ”表示英格兰，“outre-Rhin”、“beyond the Rhine ”表示德国，这意味着“beyond black”表达一种与黑色不同的境界。
苏拉热于60岁时对“Outrenoir”这一术语进行研究，而他对黑色的迷恋于很久之前便已开始，苏拉热最初的灵感来源于对史前时期艺术作品的兴趣，以及想要回归到更纯粹、原始、故意剥夺任何其他含义的东西的心理，他谈到对黑色的迷恋时说:“数千年来，人们进入地下，在绝对黑色的石窟上，用黑色作画。”“我创作这些画作是因为我发现黑色表面反射的光会激起我的某些情绪。这些作品不是单色作品。 光可以来自于一种据说没有光的颜色，这已经相当令人触动，而看看这是如何发生的将很有趣。”
苏拉热的绘画技巧包括使用勺子、小耙子和橡胶块等物体来处理画作，经常根据他想得到光滑还是粗糙的表面来调整刮擦、挖掘或蚀刻等动作，产生的纹理会吸收或排斥光线，通过破坏黑色的均匀性来使画作表面产生色彩破裂感。 他经常在垂直和水平线条上、裂缝间和通过角度和轮廓创建的形状上大胆切割。在2013年至2014年的作品中，苏拉热开始改变油漆中使用的颜料，将褪光和光泽类黑色颜料以及硬化密度的黑色颜料混合在一起。苏拉热表示自己一直喜欢把画当作墙而不是窗户，“当一幅画被挂在墙上时，它就像一扇窗户，所以我经常把我的画放在屋子中间，让它们看起来像一堵墙。窗户用来看外面，但一幅画则与此相反——它应该用来看我们的内心”。
苏拉吉的画作没有标题，统一命名为“Peinture”（绘画），后面加上尺寸和制作日期。檀香山艺术博物馆收藏了他的作品《1966年12月17日》，这幅画展现了他在白色画布上大胆描黑的手法。他的作品在展览中必须无框悬挂。

## 个人生活
苏拉热在蒙彼利埃美术学院学习期间结识了科莱特·劳伦斯（生于1920年。两人于1942年10月24日结婚。苏拉热与妻子没有生育子女，2017年，他们搬到塞特港的一个避暑胜地长住。
苏拉热于2022年10月25日在尼姆去世，享年102岁，而他80岁的妻子仍在世。

## 作品收藏
苏拉热的作品被许多博物馆收藏，包括：
- 龐畢度中心（巴黎）[24] [25]
- 檀香山艺术博物馆[17]
- 蒙特婁美術館[26]
- 现代艺术博物馆（巴黎）
- 苏拉热博物馆（罗德兹）[3]
- 现代艺术博物馆（纽约）[27]
- 现代艺术博物馆（里约热内卢）
- 国家美术馆（华盛顿特区））[28]
- 所羅門·古根漢美術館（纽约）[24]
- 泰特美术馆（伦敦）[20]

## 荣誉和奖项
苏拉热获得的奖项包括： 
- 卡内基奖（美国，1964 年）[29]
- 绘画大奖（巴黎，1975 年）
- 伦勃朗奖（德国，1976 年）
- 美国艺术暨文学学会外籍荣誉院士 (1979)
- 国家绘画大奖赛（法国，1986）
- 高松宮殿下紀念世界文化獎（日本，1992 年）
- 奥地利科学与艺术奖(2006)[30]
- 胡里奥·冈萨雷斯大奖赛（巴伦西亚，2006 年）
- 法國榮譽軍團勳章（巴黎，2015）[31]
- 法国促进奖（Grand prix du rayonnement français，法国，2019）[32]